# Кузнецов, Юрий Владимирович (хоккеист)
Кузнецов Юрий Владимирович (род. 10 августа 1971, Новосибирск) — российский хоккеист, нападающий; тренер. Мастер спорта международного класса.

## Карьера
Воспитанник новосибирской «Сибири» (тренеры — Г. В. Костылев, А. И. Ермаков). Играл за «Сибирь» (Новосибирск, 1989—1992, 2005, 243 матча, 45 шайб), «Авангард» (Омск, 1992—1994, 1998, 113 матчей, 46 шайб), «Сиракьюз Кранч» (АХЛ, 1995, 1996, 82 матча, 17 шайб), «Миннесота Муз» (ИХЛ, 1996, 5 матчей), ХК ЦСКА (Москва, 1997, 45 матчей, 14 шайб), «Кёльнер Хайе» (Германия, 1999, 3 матча), «Сьерр-Аннивьер» (Швейцария, 1999, 11 матчей, 7 шайб), «Милано Вайперз» (Италия, 2000, 25 матчей, 23 шайбы), «Металлург» (Магнитогорск, 2001, 2002, 110 матчей, 35 шайб), «Северсталь» (Череповец, 2003, 2004, 99 матчей, 20 шайб), «Торпедо» (Нижний Новгород, 2005, 32 матча, 5 шайб), «Молот-Прикамье» (Пермь, 2006, 45 матчей, 8 шайб), «Металлург» (Новокузнецк, 2007, 8 матчей), ХК «Дмитров» (2007, 2008, 98 матчей, 35 шайб), «Крылья Советов» (Москва, 2009, 1 матч, 1 шайба).
Чемпион России 2001 года, серебряный призёр 2003 года, бронзовый призёр 2002 года. Участник чемпионата мира 2001 года.

## Тренерская карьера
В сезонах 2011/12, 2012/13 — тренер «Амура», в сезоне 2013/14 — тренер «Югры».
30 мая 2024 года назначен главным тренером клуба МХЛ «Сибирские снайперы». 18 октября в  связи с неудовлетворительными результатами клуб объявил о расторжении контракта по соглашению сторон.